# 杜城
杜城（法語：Doubs，法語發音：[du] ⓘ）是法国杜省的一个市镇，位于该省南部，属于蓬塔利耶区。杜城是法国仅有的与所在省同名的三个市镇之一（另两个为科雷兹省的科雷兹和马耶讷省的马耶讷）

## 地理
杜城（46°55'36"N, 6°21'0"E）面积8.94 平方千米，位于法国勃艮第-弗朗什-孔泰大區杜省，该省份为法国东部内陆省份，北起上索恩省，西接汝拉省，东部及东南部与瑞士接壤，东北部与贝尔福地区省接壤。
与杜城接壤的市镇（或旧市镇、城区）包括：阿尔松、蓬塔利耶、维耶桑。

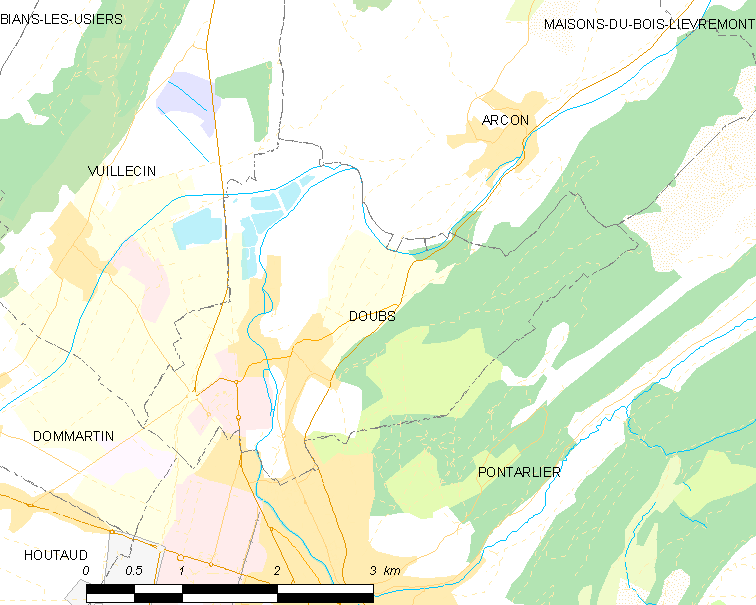
杜城的OSM定位图

杜城的时区为UTC+01:00、UTC+02:00（夏令时）。

## 行政
杜城的邮政编码为25300，INSEE市镇编码为25204。

## 政治
杜城所属的省级选区为蓬塔利耶县。

## 人口

1962-2008年间杜城人口变化图示

杜城于2022年1月1日时的人口数量为3309人。